# 강현종 (축구 선수)
강현종(2004년 1월 13일 ~ )는 대한민국의 축구 선수로 포지션은 공격수이며 현재 K리그1 전북 현대 모터스 소속이다.